# Barillas
Barillas és un municipi de Navarra, a la comarca de Tudela, dins la merindad de Tudela. Limita al sud amb Malón i Tarazona (Aragó), a l'est amb Ablitas, al nord amb Cascante i a l'est amb Monteagudo i Tulebras.
| Evolució demogràfica                                | Evolució demogràfica | Evolució demogràfica | Evolució demogràfica | Evolució demogràfica | Evolució demogràfica | Evolució demogràfica | Evolució demogràfica | Evolució demogràfica | Evolució demogràfica | Evolució demogràfica |
| 1996                                                | 1998                 | 1999                 | 2000                 | 2001                 | 2002                 | 2003                 | 2004                 | 2005                 | 2006                 | 2007                 |
| --------------------------------------------------- | -------------------- | -------------------- | -------------------- | -------------------- | -------------------- | -------------------- | -------------------- | -------------------- | -------------------- | -------------------- |
| 211                                                 | 189                  | 189                  | 199                  | 208                  | 200                  | 198                  | 206                  | 198                  | 194                  | 193                  |
| Fonts: Barillas i Institut d'Estadística de Navarra |                      |                      |                      |                      |                      |                      |                      |                      |                      |                      |